# Boda de Felipe de Borbón y Letizia Ortiz

Monograma conjunto de Felipe y Letizia como príncipes de Asturias, creado con motivo de su boda.

La boda real entre el entonces príncipe Felipe de Borbón y Letizia Ortiz se celebró en la catedral de la Almudena de Madrid el 22 de mayo de 2004, ante más de 1200 invitados. Al acontecimiento asistieron representantes de doce casas reales reinantes y otros doce pertenecientes a casas reales no reinantes.
Tuvo la consideración de boda de Estado, la primera en España desde hacía más de 50 años, y fue también la primera boda en celebrarse en la catedral de Madrid, que había sido consagrada en 1993.

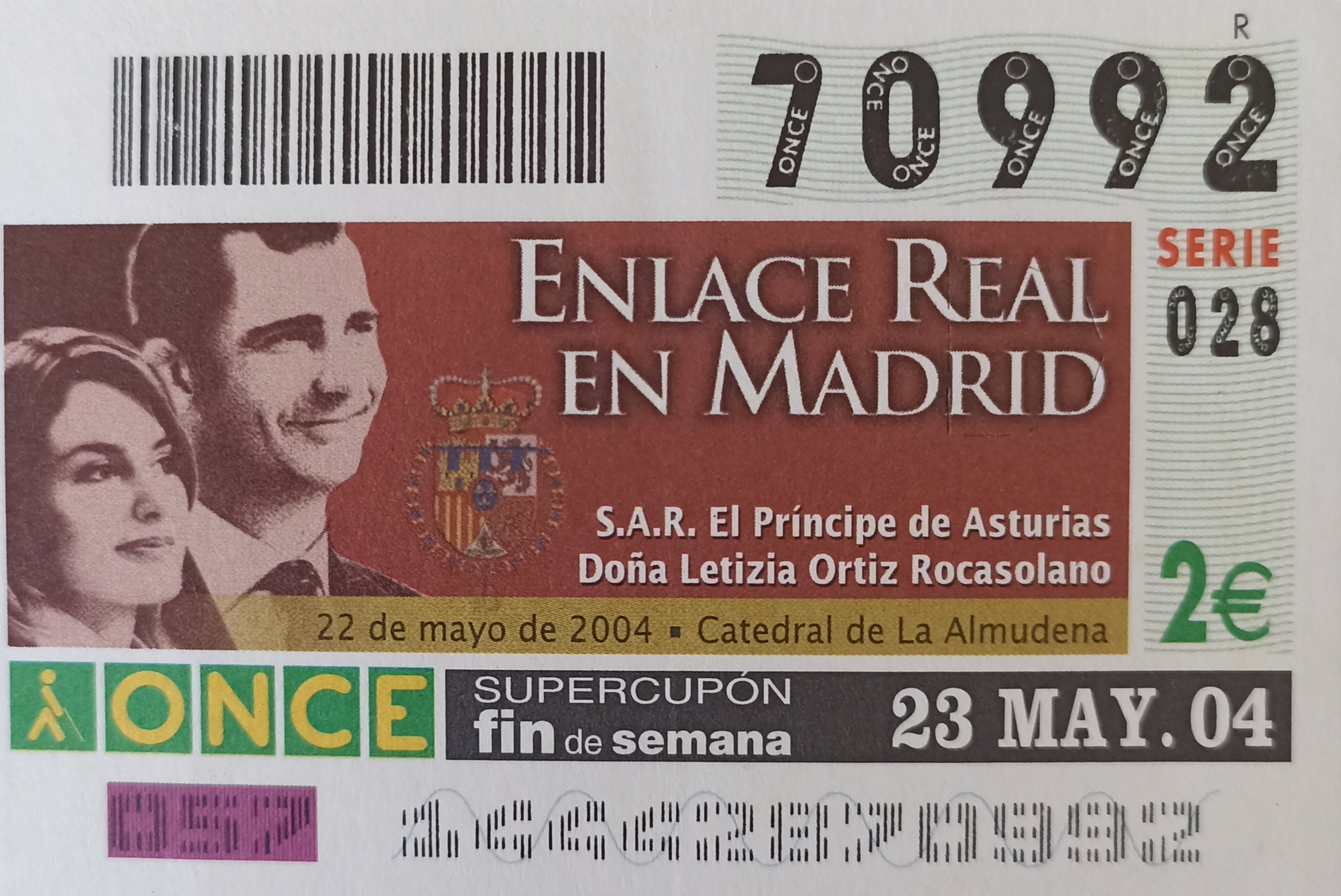
Cupón de la ONCE dedicado al Enlace Real en Madrid de S.A.R. El Príncipe de Asturias y Doña Letizia Ortiz Rocasolano.

## La boda

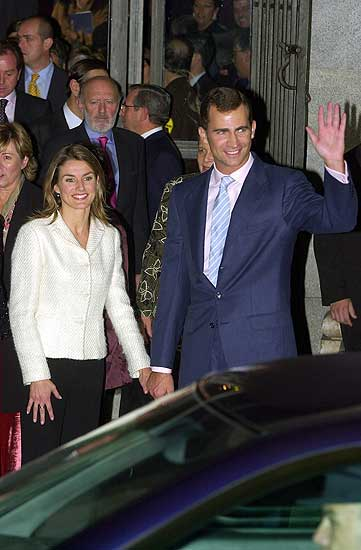
Felipe y Letizia la tarde en la que se anunció su compromiso matrimonial

A las 10:43:02 horas, el cortejo real salió por la Puerta del Rey del Palacio Real de Madrid. Encabezado por un oficial seguido de seis alabarderos, estaba formado por:
- El infante Carlos y la princesa Ana de Francia, duques de Calabria.
- La infanta Margarita de Borbón y su esposo, Carlos Zurita, duques de Soria.
- La infanta Cristina y su esposo, Iñaki Urdangarin, duques de Palma de Mallorca.
- La infanta Elena y su esposo, Jaime de Marichalar, duques de Lugo.
- El rey Juan Carlos y la infanta Pilar de Borbón, duquesa de Badajoz.
- La reina Sofía y el príncipe de Asturias.[2]

A las 11.12, se produjo la llegada y la entrada de la novia, Letizia Ortiz, a la catedral, precedida por los pajes, que fueron los cinco nietos de los reyes, Felipe, Juan, Victoria, Pablo y Miguel, la nieta de los duques de Calabria y la sobrina de doña Letizia. Llegó al templo en un automóvil, en lugar de hacerlo a pie como estaba previsto, debido a la persistente e intensa lluvia.
Letizia lucía la tiara con la que se casó la reina Sofía, de estilo imperio, en platino y diamantes. El traje de novia, diseñado por Manuel Pertegaz, era de color blanco, manga larga, ceñido al talle, escote en pico con cuello en forma de corola, falda amplia y cola de 4,5 metros bordada con motivos heráldicos. El manto nupcial fue un regalo del Príncipe a doña Letizia; con forma triangular, de tres metros de largo por dos de ancho, de tul de seda natural en color blanco marfil con roleos y guirnaldas bordadas a mano, que mezclaban la flor de lis y la espiga. Los zapatos obra y creación de la diseñadora ilicitana Pura López.
La boda fue oficiada con misa solemne, celebrada por el arzobispo de Madrid, Antonio María Rouco Varela.
A las 11.49 se produjo el momento del consentimiento, con la siguiente fórmula ritual:
- Príncipe Felipe de Borbón:

Yo, Felipe, te recibo a ti, Letizia, como esposa, y me entrego a ti, y prometo serte fiel en la prosperidad y en la adversidad, en la salud y en la enfermedad, todos los días de mi vida.

- Letizia:

Yo, Letizia, te recibo a ti, Felipe, como esposo, y me entrego a ti, y prometo serte fiel en la prosperidad y en la adversidad, en la salud y en la enfermedad, todos los días de mi vida.

## El recorrido nupcial
Tras la ceremonia religiosa, los recién casados realizaron un recorrido en automóvil, un Rolls-Royce negro, por las calles de Madrid, pasando por la Plaza de Oriente, Plaza de España, Gran Vía, calle de Alcalá, Paseo del Prado y Glorieta del Emperador Carlos V, hasta llegar a la Basílica de Nuestra Señora de Atocha, donde la Princesa depositó el ramo de novia ante la imagen de la Virgen de Atocha, tradicional patrona de la realeza española.

## Homenaje a las víctimas del 11-M
A las 8.00 horas del día del enlace, un teniente coronel del ejército de Tierra, escoltado por dos soldados de la Guardia Real, depositó una corona de flores con la frase: "Siempre en nuestra memoria, Felipe y Letizia" en el Bosque de los Ausentes, una composición en el centro de la Glorieta de Atocha con árboles y flores, en recuerdo a las víctimas de los ataques terroristas del 11-M.

## Banquete nupcial
Tras la ofrenda floral a la Virgen, los novios llegaron al Palacio Real, donde se sirvió el banquete de bodas. A tal efecto, debido al elevado número de invitados, se tuvo que cerrar con una techumbre provisional el patio central del Palacio, que se adornó con tapices y alfombras y numerosas composiciones florales. El menú fue diseñado por los chefs españoles Ferran Adrià y Juan Mari Arzak y consistió en:
- Un aperitivo tradicional de jamón de Jabugo, queso manchego, vieiras rebozadas y croquetas, entre otras delicias y panes especiales.
- Tartaleta de hojaldre con marisco sobre lecho de verduras.
- Capón asado con tomillo y nueces.
- Pastel.
- Vino blanco y tinto junto con cava.

## Medidas de seguridad
Los miembros de los cuerpos y fuerzas de seguridad del Estado que vigilaron la capital de España fueron: 14.500 policías nacionales y 3.200 guardias civiles. Además, se llevó a cabo el cierre de fronteras y del espacio aéreo de Madrid; dos AWACS de la OTAN reforzaron aún más la seguridad. Ambos aparatos permanecieron durante el fin de semana en la base, al igual que los 25 efectivos de la OTAN, en su mayoría británicos, que participaron en el operativo.

## Invitados

### Familia Real española
- El rey Juan Carlos I de España y la reina Sofía
  - La infanta Elena y su esposo Jaime de Marichalar, duques de Lugo.
  - La infanta Cristina y su esposo Iñaki Urdangarin, duques de Palma de Mallorca.
- La infanta Pilar, duquesa de Badajoz
  - Beltrán Gómez-Acebo y Borbón y su esposa Laura Ponte
  - Simoneta Gómez-Acebo y Borbón y su esposo José Miguel Fernández Sastrón
- La infanta Margarita y su esposo Carlos Zurita, duques de Soria.

### Familia Ortiz - Rocasolano
- Jesús Ortiz y Paloma Rocasolano
- Telma Ortiz Rocasolano
- Érika Ortiz  Rocasolano y su esposo Antonio Vigo
- Menchu Álvarez y José Luis Ortiz
- Francisco Rocasolano y Enriqueta Rodríguez

### Realeza reinante
Arabia Saudita:
- Príncipe Salmán bin Abdulaziz

Baréin:
- Salman bin Hamad bin Isa Al Jalifa y su esposa Hala bint D'aij Al Khalifa, príncipes herederos de Baréin

Bélgica:
- Alberto II y su esposa la reina Paola
- La reina Fabiola
  - El príncipe Felipe y la princesa Matilde, duques de Brabante.
  - La archiduquesa Astrid de Austria-Este y su esposo el archiduque Lorenzo de Austria-Este
  - El príncipe Lorenzo de Bélgica y su esposa la princesa Clara

Brunei
- Muda Hassanal Bolkiah, sultán de Brunéi

Dinamarca:
- Margarita II, reina de Dinamarca y su esposo el príncipe Enrique

Japón:
- Naruhito, príncipe heredero de Japón

Jordania:
- Rania, reina de Jordania
- Noor, reina viuda de Jordania
- la princesa Muna al-Hussein de Jordania
- El príncipe Faisal y la princesa Alia Tabbaa

Liechtenstein:
- Juan Adán II, príncipe soberano de Liechtenstein y su esposa la princesa María
  - Luis de Liechtenstein y Sofía, princesa de Baviera, príncipes herederos Liechtenstein
- El príncipe Nicolás de Liechtenstein y su esposa la princesa Margarita de Luxemburgo, princesa de Liechtenstein

Luxemburgo:
- Enrique, gran duque de Luxemburgo y su esposa la gran duquesa María Teresa
  - Guillermo, gran duque heredero de Luxemburgo
- El príncipe Juan de Luxemburgo

Marruecos:
- El príncipe Moulay Rachid de Marruecos

Mónaco:
- El príncipe Alberto II
- Carolina, princesa de Hanóver

Noruega:
- Harald V, rey de Noruega y  su esposa la reina Sonia
  - Los príncipes herederos Haakon Magnus de Noruega y Mette-Marit de Noruega
  - Marta Luisa de Noruega y Ari Behn

Países Bajos:
- La reina Beatriz de los Países Bajos
  - Guillermo Alejandro, príncipe de Orange y la princesa Máxima
  - Constantino Cristóbal de los Países Bajos y la princesa Lorenza de los Países Bajos

Reino Unido:
- Carlos, príncipe de Gales

Suecia:
- El rey Carlos XVI Gustavo de Suecia y la reina Silvia de Suecia
  - Victoria, princesa heredera de Suecia
  - El príncipe Carlos Felipe de Suecia
  - La princesa Magdalena de Suecia

### Realeza no reinante
Alemania:
- Príncipe Alois-Konstantin y su esposa, la princesa Anastasia de Lowenstein-Wertheim-Rosenberg

Brasil:
- El príncipe Luis de Orleans-Braganza

Bulgaria:
- La princesa Kalina de Bulgaria y su marido Kitín Muñoz
- El príncipe Konstantin de Bulgaria y su esposa María García de la Rasilla
- El príncipe Kubrat de Bulgaria y su esposa Carla Royo-Villanova
- El príncipe Kardam de Bulgaria y su esposa Miriam de Ungría López
- El príncipe Kyril de Bulgaria y su esposa Rosario Nadal

Dos Sicilias:
- El infante Carlos de Borbón-Dos Sicilias y Ana de Orleans, duquesa de Calabria
  - Pedro de Borbón-Dos Sicilias y Orleans y su esposa Sofía Landaluce y Melgarejo
  - Cristina de Borbón-Dos Sicilias y Orleans y su marido Pedro López-Quesada
  - María Paloma de Borbón-Dos Sicilias y Orleans
  - Inés de Borbón-Dos Sicilias y Orléans
  - Victoria de Borbón-Dos Sicilias y Orléans

Francia:
- La princesa Beatriz de Orleáns, su hijo menor, su hija Clotilde y su marido
- Emanuela de Dampierre, duquesa de Segovia y Anjou[5]
- El príncipe Luis-Alfonso de Borbón y Martínez-Bordiú, duque de Anjou[5]

Grecia:
- Constantino II y Anna-Maria, exreyes de Grecia 
  - La princesa Alexia de Grecia y Dinamarca y Carlos Morales
  - El príncipe Pablo, duque de Esparta, y Marie Chantal de Grecia
  - Nicolás de Grecia y Dinamarca
  - Teodora de Grecia y Dinamarca
  - Felipe de Grecia y Dinamarca
- La princesa Irene de Grecia y Dinamarca
- El príncipe Miguel de Grecia y su esposa Marina Karella
  - La princesa Olga de Grecia

Irán:
- Farah Pahlaví

Islam:
- El Aga Khan IV

Italia:
- El príncipe Víctor Manuel de Saboya y Marina Ricolfi-Doria
  - El príncipe Manuel Filiberto de Saboya y su esposa Clotilde Courau
- El príncipe Amadeo duque de Saboya-Aosta y su esposa Silvia Paternò
  - El príncipe Aimone de Saboya Aosta

Yugoslavia:
- El príncipe Alejandro Karadjordjevich

Portugal:
- Eduardo Pío, duque de Braganza, e Isabel de Herédia

Rumania:
- El rey Miguel I de Rumania
  - La princesa Margarita de Rumania y su esposo Radu Duda

Rusia:
- La gran duquesa María Vladímirovna Románova

### Nobleza y grandeza española
- Cayetana Fitz-James Stuart, duquesa de Alba
- José María Ruiz de Arana, duque de Baena y vicedecano de la nobleza española
- Enrique Fernández-Miranda, duque de Fernández-Miranda
- Carmen Franco Polo, duquesa de Franco
- Javier Benjumea Puigcerver, marqués de Puebla de Cazalla
- Rafael Benjumea y Cabeza de Vaca, conde de Guadalhorce
- Alfonso Álvarez de Toledo, marqués de Villanueva de Valdueza
- María Anunciada José de Borbón y Rojas, marquesa del Bosch de Arés
- Rafael Atienza, marqués de Salvatierra
- Jaime Bermúdez de la Puente, conde de Castelo
- Francisco de Borja de Arteaga, marqués de Estepa
- Jaime Lamo de Espinosa, marqués de Mirasol
- Alfonso Martínez de Irujo y Fitz-James Stuart, duque de Aliaga
- Juan de Sentmenat, marqués de Benavent
- Íñigo Cotoner, marqués de Mondéjar
- Luis Medina, duque de Santisteban del Puerto
- Manuel Álvarez de Toledo, duque de Zaragoza
- Enrique Falcó, conde de Elda y decano de la nobleza española
- Esther Koplowitz, marquesa de Casa Peñalver
- Fernando Falcó, marqués de Cubas
- José Manuel Lara Bosch, marqués del Pedroso de Lara

### Delegaciones internacionales
- Johannes Rau, presidente de Alemania y la primera dama Christina Rau
- Álvaro Uribe, presidente de Colombia
- Francisco Flores Pérez, presidente de El Salvador y la primera dama Lourdes Rodríguez
- Lucio Gutiérrez, presidente de Ecuador y la primera dama Ximena Bohórquez
- Mary McAleese, presidenta de Irlanda y del Consejo de la Unión Europea
- Nursultan Nazarbayev, presidente de Kazajistán
- Enrique Bolaños Geyer, presidente de Nicaragua y la primera dama Lila Abaunza
- Mireya Moscoso, presidenta de Panamá
- Jorge Sampaio, presidente de Portugal y la primera dama María José Ritta
- Elvira Salinas Gamarra de Mesa, primera dama de Bolivia
- Leila Rodríguez de Pacheco, primera dama de Costa Rica
- Eliane Karp, primera dama de Perú
- Bernadette Chirac, primera dama de Francia

Expresidentes:
- Václav Havel, expresidente de la República Checa y su esposa, Dagmar Veškrnová
- Nelson Mandela expresidente de Sudáfrica y su esposa, Graça Machel

Organismos internacionales:
- Rodrigo Rato, Director Gerente del Fondo Monetario Internacional
- César Gaviria, Secretario General de la Organización de los Estados Americanos

### Representantes del Estado, gobierno y comunidades autónomas
- Presidente del Gobierno, José Luis Rodríguez Zapatero y su esposa, Sonsoles Espinosa Díaz
- Presidente del Congreso, Manuel Marín y su esposa, Carmen Ortiz
- Presidente del Senado, Francisco Javier Rojo.
- Presidente del Tribunal Constitucional, Manuel Jiménez de Parga
- Presidente del Tribunal Supremo y del Consejo General del Poder Judicial, Francisco José Hernando Santiago
- Expresidente del Gobierno, Leopoldo Calvo-Sotelo y Bustelo y su esposa, Pilar Ibáñez-Martín y Mellado
- Expresidente del Gobierno, Felipe González y su esposa Carmen Romero
- Expresidente del Gobierno, José María Aznar y su esposa Ana Botella

Presidentes autonómicos:
- Lendakari del Gobierno Vasco, Juan José Ibarretxe y su esposa Begoña Arregi
- Comunidad Autónoma de Cataluña, expresidente de la Generalitat Jordi Pujol Soley y su esposa Marta Ferrusola
- Presidente de la Junta de Galicia, Manuel Fraga
- Presidente de la Junta de Andalucía, Manuel Chaves
- Presidente del Principado de Asturias, Vicente Álvarez Areces y su esposa, Soledad Saavedr
- Presidente de Cantabria, Miguel Ángel Revilla y su esposa, Aurora Díaz
- Presidente de La Rioja, Pedro Sanz Alonso
- Presidente de la Región de Murcia, Ramón Luis Valcárcel y su esposa, Charo Cruz
- Presidente del Gobierno de Aragón Marcelino Iglesias
- Presidente de la Junta de Comunidades de Castilla-La Mancha, José Bono y su esposa, Ana Rodríguez
- Presidente del Gobierno de Canarias, Adán Martín
- Presidente del Gobierno de Navarra, Miguel Sanz Sesma
- Presidente de la Junta de Extremadura, Juan Carlos Rodríguez Ibarra y su esposa Leonor Godoy
- Presidente del Gobierno de las Islas Baleares, Jaume Matas
- Presidenta de la Comunidad de Madrid, Esperanza Aguirre
- Presidente de la Junta de Castilla y León, Juan Vicente Herrera
- Presidente de Ceuta, Juan Jesús Vivas Lara.
- Presisente de Melilla, Juan José Imbroda Ortiz.

### Otros invitados
- Emilio Botín y su esposa, Paloma O'Shea
- Juan Abelló y su esposa, Ana Gamazo
- Francisco González Rodríguez y su esposa, Carmen Ordóñez
- Ricardo Fornesa y su esposa, Mercedes Rebés
- Alfonso Cortina y su esposa, Miriam Lapique
- Mario Vargas Llosa y su esposa, Patricia Llosa
- Mariano Rajoy y su esposa, Elvira Fernández
- Eduardo Zaplana
- José María Fidalgo
- Cándido Méndez
- Miguel Toral
- María del Carmen Caffarel Serra
- Juan March Delgado
- María Antonio Juan Garau
- José Luis Leal Maldonado
- Florentino Pérez Rodríguez y su esposa, María de los Ángeles Sandoval Montero.
- Manuel Soriano Navarro
- Arantxa Sánchez Vicario
- Joel Casino Gimeno
- José Joaquín Puig de Bellacasa y su esposa, Paz Aznar Ybarra.
- Rafael Spottorno y su esposa, María Pía Rubio.
- José María Pérez Tudó
- Gonzalo Rodríguez de Austria Rosales
- José Antonio Alcilla de Cubillo
- José Antonio Cervera Madrigal
- Luis Fernández de Mesa y Hoces
- Eduardo Serra Rexach
- Rafael Guardans Cambó

## Retransmisión y audiencia
25.145.000 espectadores siguieron por televisión la boda de los Príncipes de Asturias. Todos ellos dedicaron a ver el enlace un promedio de 94 minutos, según los datos facilitados por TVE, que sirvió la señal institucional.
Se trata de la boda real que más espectadores por televisión ha acumulado en España.
Según los datos de TVE, se trata del día de más audiencia de televisión en toda la historia de España desde que se tienen registros de audímetros.;
probablemente solo superado por la final del Mundial de fútbol 2010.